# Galã do Brega
Diego de Souza Furtado (Recife, 2 de novembro de 1981), mais conhecido como Galã do Brega ou simplesmente Galã, é um cantor e compositor brasileiro.

## Biografia
Nascido em 1981 na cidade de Recife, adotou Maceió como sua cidade há mais de 25 anos. Iniciou no da música através de brincadeiras com amigos, durante entrevista ao programa de Roberto Justus revelou ter sofrido preconceito por ser cantor de brega, passando por grandes dificuldades no início de sua carreira musical. Galã é destaque no cenário da música alagoana, chegou a tomar proporção nacional com a música Cabarezinho, lançada no ano de 2010.

## Vida pessoal
Diego Galã atualmente mora no bairro de Jacarecica em Maceió, junto com sua esposa e seu casal de filhos.

## Discografia

### Álbuns
| Álbuns de estúdio | Álbuns de estúdio                                    | Álbuns de estúdio |
| Ano               | Detalhes                                             | Ref.              |
| ----------------- | ---------------------------------------------------- | ----------------- |
| 2005              | Galã no Forró - Lançamento: 2005                     |                   |
| 2015              | Bodega do Galã - Lançamento: 26 de outubro de 2015   | [ 6 ]             |
| 2018              | Galã Sendo Galã - Lançamento: 18 de setembro de 2018 | [ 7 ]             |

| Álbuns Ao Vivo | Álbuns Ao Vivo                                           | Álbuns Ao Vivo |
| Ano            | Detalhes                                                 | Ref.           |
| -------------- | -------------------------------------------------------- | -------------- |
| 2013           | Ao Vivo em Aracaju - Lançamento: 21 de fevereiro de 2013 | [ 8 ]          |
| 2015           | Galã & Amigos - Lançamento: 17 de julho de 2015          | [ 9 ]          |
| 2019           | O Mundo É Drinks - Lançamento: 8 de outubro de 2019      | [ 10 ]         |
| 2023           | Pense Numa Farra Beer - Lançamento: 17 de março de 2023  |                |
| 2024           | Galã & Amigos 2 - Lançamento:                            |                |

### Singles
| Singles | Singles                                       | Singles       |
| Ano     | Detalhes                                      | Ref.          |
| ------- | --------------------------------------------- | ------------- |
| 2010    | "O Clone"                                     | [ 11 ]        |
| 2010    | "Cabarezinho"                                 | [ 12 ]        |
| 2011    | "Mulher de Momento" (com Simara Pires)        | [ 13 ]        |
| 2012    | "Pense Numa Farra"                            | [ 14 ] [ 15 ] |
| 2013    | "Amigo Playboy"                               |               |
| 2017    | "Leve Só o Limão Que a Cachaça é Minha"       | [ 16 ]        |
| 2017    | "A Cana é Por Minha Conta"(com Caninana)      | [ 17 ]        |
| 2017    | "A Cachaça Tá Na Mesa"                        | [ 18 ]        |
| 2017    | "Foi Apenas Uma Curtição"(com Ávine Vinny)    | [ 19 ]        |
| 2017    | "Se Deu Deu"(com Lipe Furtado)                | [ 20 ]        |
| 2019    | "Barraqueira"(com Luan Estilizado)            | [ 21 ]        |
| 2020    | "Chifre Em Braile"                            | [ 22 ]        |
| 2020    | "Amo Você"                                    | [ 23 ]        |
| 2020    | "Eu Te Amo de Verdade"                        | [ 24 ]        |
| 2021    | "O Vaqueiro e a Patricinha"                   | [ 25 ]        |
| 2022    | "Eu Só Penso em Você"(com Cachorrão do Brega) | [ 26 ]        |
| 2022    | "Quero Um Lolove"(com Thiago Vas)             | [ 27 ]        |
| 2022    | "Ela Não Para de Sentar"(com Rod Bala)        | [ 24 ]        |